# Hoya pottsii
Hoya pottsii är en oleanderväxtart som beskrevs av Traill. Hoya pottsii ingår i släktet Hoya och familjen oleanderväxter. Inga underarter finns listade i Catalogue of Life.